# Geniostoma
Geniostoma är ett släkte av tvåhjärtbladiga växter. Geniostoma ingår i familjen Loganiaceae.

## Dottertaxa tillGeniostoma, i alfabetisk ordning[1]
- Geniostoma antherotrichum
- Geniostoma balansaeanum
- Geniostoma biseriale
- Geniostoma calcicola
- Geniostoma celastrineum
- Geniostoma clavatum
- Geniostoma densiflora
- Geniostoma erythrosperma
- Geniostoma fagraeoides
- Geniostoma gagnae
- Geniostoma glaucescens
- Geniostoma grandifolium
- Geniostoma huttonii
- Geniostoma leenhoutsii
- Geniostoma macrophyllum
- Geniostoma mooreanum
- Geniostoma novae-caledoniae
- Geniostoma petiolosum
- Geniostoma randianum
- Geniostoma rapense
- Geniostoma rarotongensis
- Geniostoma rupestre
- Geniostoma samoense
- Geniostoma sarasinii
- Geniostoma sessile
- Geniostoma stipulare
- Geniostoma sykesii
- Geniostoma trichostylum
- Geniostoma umbellatum
- Geniostoma weinlandii
- Geniostoma vestitum